# Danh sách tiểu hành tinh: 3201–3300
| Tên                 | Tên đầu tiên | Ngày phát hiện       | Nơi phát hiện            | Người phát hiện                                        |
| ------------------- | ------------ | -------------------- | ------------------------ | ------------------------------------------------------ |
| 3201 Sijthoff       | 6560 P-L     | 24 tháng 9 năm 1960  | Palomar                  | C. J. van Houten, I. van Houten-Groeneveld, T. Gehrels |
| 3202 Graff          | A908 AA      | 3 tháng 1 năm 1908   | Heidelberg               | M. F. Wolf                                             |
| 3203 Huth           | 1938 SL      | 18 tháng 9 năm 1938  | Sonneberg                | C. Hoffmeister                                         |
| 3204 Lindgren       | 1978 RH      | 1 tháng 9 năm 1978   | Nauchnij                 | N. S. Chernykh                                         |
| 3205 Boksenberg     | 1979 MO6     | 25 tháng 6 năm 1979  | Siding Spring            | E. F. Helin, S. J. Bus                                 |
| 3206 Wuhan          | 1980 VN1     | 13 tháng 11 năm 1980 | Nanking                  | Purple Mountain Observatory                            |
| 3207 Spinrad        | 1981 EY25    | 2 tháng 3 năm 1981   | Siding Spring            | S. J. Bus                                              |
| 3208 Lunn           | 1981 JM      | 3 tháng 5 năm 1981   | Anderson Mesa            | E. Bowell                                              |
| 3209 Buchwald       | 1982 BL1     | 24 tháng 1 năm 1982  | Anderson Mesa            | E. Bowell                                              |
| 3210 Lupishko       | 1983 WH1     | 29 tháng 11 năm 1983 | Anderson Mesa            | E. Bowell                                              |
| 3211 Louispharailda | 1931 CE      | 10 tháng 2 năm 1931  | Williams Bay             | G. Van Biesbroeck                                      |
| 3212 Agricola       | 1938 DH2     | 19 tháng 2 năm 1938  | Turku                    | Y. Väisälä                                             |
| 3213 Smolensk       | 1977 NQ      | 14 tháng 7 năm 1977  | Nauchnij                 | N. S. Chernykh                                         |
| 3214 Makarenko      | 1978 TZ6     | 2 tháng 10 năm 1978  | Nauchnij                 | L. V. Zhuravleva                                       |
| 3215 Lapko          | 1980 BQ      | 23 tháng 1 năm 1980  | Nauchnij                 | L. G. Karachkina                                       |
| 3216 Harrington     | 1980 RB      | 4 tháng 9 năm 1980   | Anderson Mesa            | E. Bowell                                              |
| 3217 Seidelmann     | 1980 RK      | 2 tháng 9 năm 1980   | Anderson Mesa            | E. Bowell                                              |
| 3218 Delphine       | 6611 P-L     | 24 tháng 9 năm 1960  | Palomar                  | C. J. van Houten, I. van Houten-Groeneveld, T. Gehrels |
| 3219 Komaki         | 1934 CX      | 4 tháng 2 năm 1934   | Heidelberg               | K. Reinmuth                                            |
| 3220 Murayama       | 1951 WF      | 22 tháng 11 năm 1951 | Nice                     | M. Laugier                                             |
| 3221 Changshi       | 1981 XF2     | 2 tháng 12 năm 1981  | Nanking                  | Purple Mountain Observatory                            |
| 3222 Liller         | 1983 NJ      | 10 tháng 7 năm 1983  | Anderson Mesa            | E. Bowell                                              |
| 3223 Forsius        | 1942 RN      | 7 tháng 9 năm 1942   | Turku                    | Y. Väisälä                                             |
| 3224 Irkutsk        | 1977 RL6     | 11 tháng 9 năm 1977  | Nauchnij                 | N. S. Chernykh                                         |
| 3225 Hoag           | 1982 QQ      | 20 tháng 8 năm 1982  | Palomar                  | C. S. Shoemaker, E. M. Shoemaker                       |
| 3226 Plinius        | 6565 P-L     | 24 tháng 9 năm 1960  | Palomar                  | C. J. van Houten, I. van Houten-Groeneveld, T. Gehrels |
| 3227 Hasegawa       | 1928 DF      | 24 tháng 2 năm 1928  | Heidelberg               | K. Reinmuth                                            |
| 3228 Pire           | 1935 CL      | 8 tháng 2 năm 1935   | Uccle                    | S. J. Arend                                            |
| 3229 Solnhofen      | A916 PC      | 9 tháng 8 năm 1916   | Hamburg-Bergedorf        | H. Thiele                                              |
| 3230 Vampilov       | 1972 LE      | 8 tháng 6 năm 1972   | Nauchnij                 | N. S. Chernykh                                         |
| 3231 Mila           | 1972 RU2     | 4 tháng 9 năm 1972   | Nauchnij                 | L. V. Zhuravleva                                       |
| 3232 Brest          | 1974 SL      | 19 tháng 9 năm 1974  | Nauchnij                 | L. I. Chernykh                                         |
| 3233 Krišbarons     | 1977 RA6     | 9 tháng 9 năm 1977   | Nauchnij                 | N. S. Chernykh                                         |
| 3234 Hergiani       | 1978 QO2     | 31 tháng 8 năm 1978  | Nauchnij                 | N. S. Chernykh                                         |
| 3235 Melchior       | 1981 EL1     | 6 tháng 3 năm 1981   | La Silla                 | H. Debehogne, G. DeSanctis                             |
| 3236 Strand         | 1982 BH1     | 24 tháng 1 năm 1982  | Anderson Mesa            | E. Bowell                                              |
| 3237 Victorplatt    | 1984 SA5     | 25 tháng 9 năm 1984  | Palomar                  | J. Platt                                               |
| 3238 Timresovia     | 1975 VB9     | 8 tháng 11 năm 1975  | Nauchnij                 | N. S. Chernykh                                         |
| 3239 Meizhou        | 1978 UJ2     | 29 tháng 10 năm 1978 | Nanking                  | Purple Mountain Observatory                            |
| 3240 Laocoon        | 1978 VG6     | 7 tháng 11 năm 1978  | Palomar                  | E. F. Helin, S. J. Bus                                 |
| 3241 Yeshuhua       | 1978 WH14    | 28 tháng 11 năm 1978 | Nanking                  | Purple Mountain Observatory                            |
| 3242 Bakhchisaraj   | 1979 SG9     | 22 tháng 9 năm 1979  | Nauchnij                 | N. S. Chernykh                                         |
| 3243 Skytel         | 1980 DC      | 19 tháng 2 năm 1980  | Harvard Observatory      | Harvard Observatory                                    |
| 3244 Petronius      | 4008 P-L     | 24 tháng 9 năm 1960  | Palomar                  | C. J. van Houten, I. van Houten-Groeneveld, T. Gehrels |
| 3245 Jensch         | 1973 UL5     | 27 tháng 10 năm 1973 | Tautenburg Observatory   | F. Börngen                                             |
| 3246 Bidstrup       | 1976 GQ3     | 1 tháng 4 năm 1976   | Nauchnij                 | N. S. Chernykh                                         |
| 3247 Di Martino     | 1981 YE      | 30 tháng 12 năm 1981 | Anderson Mesa            | E. Bowell                                              |
| 3248 Farinella      | 1982 FK      | 21 tháng 3 năm 1982  | Anderson Mesa            | E. Bowell                                              |
| 3249 Musashino      | 1977 DT4     | 18 tháng 2 năm 1977  | Kiso                     | H. Kosai, K. Hurukawa                                  |
| 3250 Martebo        | 1979 EB      | 6 tháng 3 năm 1979   | Mount Stromlo            | C.-I. Lagerkvist                                       |
| 3251 Eratosthenes   | 6536 P-L     | 24 tháng 9 năm 1960  | Palomar                  | C. J. van Houten, I. van Houten-Groeneveld, T. Gehrels |
| 3252 Johnny         | 1981 EM4     | 2 tháng 3 năm 1981   | Siding Spring            | S. J. Bus                                              |
| 3253 Gradie         | 1982 HQ1     | 28 tháng 4 năm 1982  | Anderson Mesa            | E. Bowell                                              |
| 3254 Bus            | 1982 UM      | 17 tháng 10 năm 1982 | Anderson Mesa            | E. Bowell                                              |
| 3255 Tholen         | 1980 RA      | 2 tháng 9 năm 1980   | Anderson Mesa            | E. Bowell                                              |
| 3256 Daguerre       | 1981 SJ1     | 16 tháng 9 năm 1981  | Anderson Mesa            | B. A. Skiff, N. G. Thomas                              |
| 3257 Hanzlík        | 1982 GG      | 15 tháng 4 năm 1982  | Kleť                     | A. Mrkos                                               |
| 3258 Somnium        | 1983 RJ      | 8 tháng 9 năm 1983   | Đài thiên văn Zimmerwald | P. Wild                                                |
| 3259 Brownlee       | 1984 SZ4     | 25 tháng 9 năm 1984  | Palomar                  | J. Platt                                               |
| 3260 Vizbor         | 1974 SO2     | 20 tháng 9 năm 1974  | Nauchnij                 | L. V. Zhuravleva                                       |
| 3261 Tvardovskij    | 1979 SF9     | 22 tháng 9 năm 1979  | Nauchnij                 | N. S. Chernykh                                         |
| 3262 Miune          | 1983 WB      | 28 tháng 11 năm 1983 | Geisei                   | T. Seki                                                |
| 3263 Bligh          | 1932 CN      | 5 tháng 2 năm 1932   | Heidelberg               | K. Reinmuth                                            |
| 3264 Bounty         | 1934 AF      | 7 tháng 1 năm 1934   | Heidelberg               | K. Reinmuth                                            |
| 3265 Fletcher       | 1953 VN2     | 9 tháng 11 năm 1953  | Heidelberg               | K. Reinmuth                                            |
| 3266 Bernardus      | 1978 PA      | 11 tháng 8 năm 1978  | La Silla                 | H.-E. Schuster                                         |
| 3267 Glo            | 1981 AA      | 3 tháng 1 năm 1981   | Anderson Mesa            | E. Bowell                                              |
| 3268 De Sanctis     | 1981 DD      | 26 tháng 2 năm 1981  | La Silla                 | H. Debehogne, G. DeSanctis                             |
| 3269 Vibert-Douglas | 1981 EX16    | 6 tháng 3 năm 1981   | Siding Spring            | S. J. Bus                                              |
| 3270 Dudley         | 1982 DA      | 18 tháng 2 năm 1982  | Palomar                  | C. S. Shoemaker, S. J. Bus                             |
| 3271 Ul             | 1982 RB      | 14 tháng 9 năm 1982  | La Silla                 | H.-E. Schuster                                         |
| 3272 Tillandz       | 1938 DB1     | 24 tháng 2 năm 1938  | Turku                    | Y. Väisälä                                             |
| 3273 Drukar         | 1975 TS2     | 3 tháng 10 năm 1975  | Nauchnij                 | L. I. Chernykh                                         |
| 3274 Maillen        | 1981 QO2     | 23 tháng 8 năm 1981  | La Silla                 | H. Debehogne                                           |
| 3275 Oberndorfer    | 1982 HE1     | 25 tháng 4 năm 1982  | Anderson Mesa            | E. Bowell                                              |
| 3276 Porta Coeli    | 1982 RZ1     | 15 tháng 9 năm 1982  | Kleť                     | A. Mrkos                                               |
| 3277 Aaronson       | 1984 AF1     | 8 tháng 1 năm 1984   | Anderson Mesa            | E. Bowell                                              |
| 3278 Běhounek       | 1984 BT      | 27 tháng 1 năm 1984  | Kleť                     | A. Mrkos                                               |
| 3279 Solon          | 9103 P-L     | 17 tháng 10 năm 1960 | Palomar                  | C. J. van Houten, I. van Houten-Groeneveld, T. Gehrels |
| 3280 Grétry         | 1933 SJ      | 17 tháng 9 năm 1933  | Uccle                    | F. Rigaux                                              |
| 3281 Maupertuis     | 1938 DZ      | 24 tháng 2 năm 1938  | Turku                    | Y. Väisälä                                             |
| 3282 Spencer Jones  | 1949 DA      | 19 tháng 2 năm 1949  | Brooklyn                 | Đại học Indiana                                        |
| 3283 Skorina        | 1979 QA10    | 27 tháng 8 năm 1979  | Nauchnij                 | N. S. Chernykh                                         |
| 3284 Niebuhr        | 1953 NB      | 13 tháng 7 năm 1953  | Johannesburg             | J. A. Bruwer                                           |
| 3285 Ruth Wolfe     | 1983 VW1     | 5 tháng 11 năm 1983  | Palomar                  | C. S. Shoemaker                                        |
| 3286 Anatoliya      | 1980 BV      | 23 tháng 1 năm 1980  | Nauchnij                 | L. G. Karachkina                                       |
| 3287 Olmstead       | 1981 DK1     | 28 tháng 2 năm 1981  | Siding Spring            | S. J. Bus                                              |
| 3288 Seleucus       | 1982 DV      | 28 tháng 2 năm 1982  | La Silla                 | H.-E. Schuster                                         |
| 3289 Mitani         | 1934 RP      | 7 tháng 9 năm 1934   | Heidelberg               | K. Reinmuth                                            |
| 3290 Azabu          | 1973 SZ1     | 19 tháng 9 năm 1973  | Palomar                  | C. J. van Houten, I. van Houten-Groeneveld, T. Gehrels |
| 3291 Dunlap         | 1982 VX3     | 14 tháng 11 năm 1982 | Kiso                     | H. Kosai, K. Hurukawa                                  |
| 3292 Sather         | 2631 P-L     | 24 tháng 9 năm 1960  | Palomar                  | C. J. van Houten, I. van Houten-Groeneveld, T. Gehrels |
| 3293 Rontaylor      | 4650 P-L     | 24 tháng 9 năm 1960  | Palomar                  | C. J. van Houten, I. van Houten-Groeneveld, T. Gehrels |
| 3294 Carlvesely     | 6563 P-L     | 24 tháng 9 năm 1960  | Palomar                  | C. J. van Houten, I. van Houten-Groeneveld, T. Gehrels |
| 3295 Murakami       | 1950 DH      | 17 tháng 2 năm 1950  | Heidelberg               | K. Reinmuth                                            |
| 3296 Bosque Alegre  | 1975 SF      | 30 tháng 9 năm 1975  | El Leoncito              | Felix Aguilar Observatory                              |
| 3297 Hong Kong      | 1978 WN14    | 16 tháng 11 năm 1978 | Nanking                  | Purple Mountain Observatory                            |
| 3298 Massandra      | 1979 OB15    | 21 tháng 7 năm 1979  | Nauchnij                 | N. S. Chernykh                                         |
| 3299 Hall           | 1980 TX5     | 10 tháng 10 năm 1980 | Palomar                  | C. S. Shoemaker                                        |
| 3300 McGlasson      | 1928 NA      | 10 tháng 7 năm 1928  | Johannesburg             | H. E. Wood                                             |